# Armistițiul de la Villa Giusti

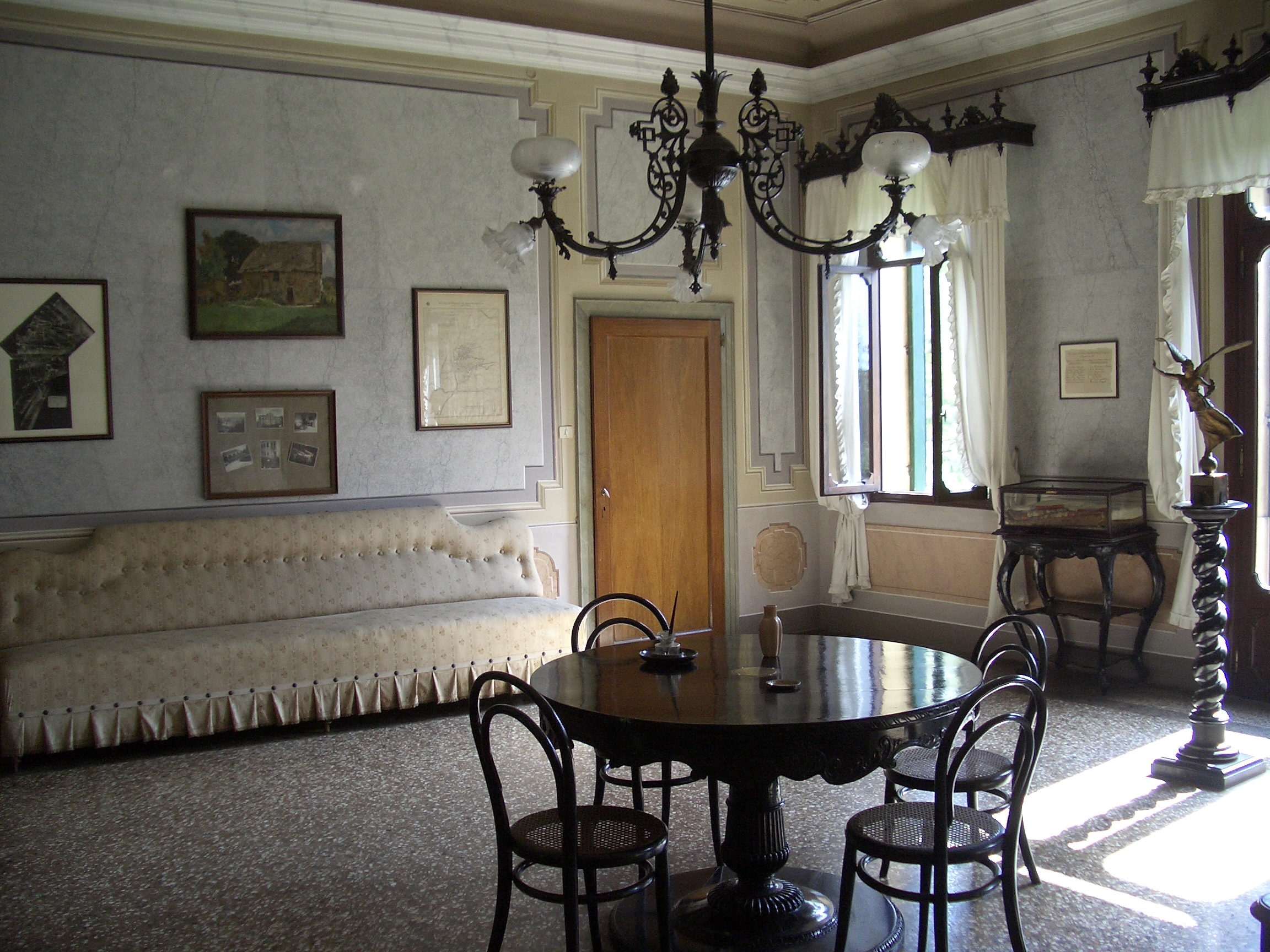
Armistițiul a fost semnat la această masă.

Armistițiul de la Villa Giusti (în germană Waffenstillstand von Villa Giusti) a fost încheiat între Austro-Ungaria și Antanta / Regatul Italiei la 21 octombrie / 3 noiembrie 1918 în villa conților Giusti del Giardino de lângă Padova. Prin această înțelegere s-a pus capăt luptelor, în special a celor de pe frontul italian al Primului Război Mondial, între trupele italiene și ale Antantei pe de o parte și cele ale Austro-Ungariei și ale aliatului ei german pe de altă parte, precum și a luptelor de pe toate celelalte fronturi în care erau implicați militarii k.u.k.. Cum Ungaria nu mai era legată printr-o uniune reală cu Austria din 1 noiembrie 1918, ea nu s-a simțit implicată în și obligată de acest armistițiu. Ungaria a negociat separat și a încheiat un acord propriu cu Antanta în 13 noiembrie 1918 la Belgrad.

## Semnatari
Italia:
- Tenente Generale Pietro Badoglio
- Maggior Generale Scipione Scipioni
- Colonnello Tullio Marchetti
- Colonnello Pietro Gazzera
- Colonnello Pietro Maravigna
- Colonnello Alberto Pariani
- Capitano di Vascello Francesco Accinni

Austro-Ungaria:
- General Viktor Weber Edler von Webenau
- Oberst Karl Schneller
- Fregattenkapitaen Johann, Prinț de Liechtenstein
- Oberstleutnant J.V. Nyékhegyi
- Korvettenkapitaen Georg Ritter von Zwierkowski
- Oberstleutnant i.G. Victor Freiherr von Seiller
- Hauptmann i.G. Camillo Ruggera